# Pycnophyllum lechlerianum
Pycnophyllum lechlerianum là loài thực vật có hoa thuộc họ Cẩm chướng. Loài này được Rohrbach miêu tả khoa học đầu tiên năm 1870.